# 阿洛伊斯·哈达姆奇克
阿洛伊斯·哈达姆奇克（捷克語：Alois Hadamczik，1952年6月20日—），捷克冰球运动员、教练。他曾带领捷克国家队参加2006年冬季奥林匹克运动会冰球比赛，结果队伍获得一枚铜牌。